# Nižný Orlík
Nižný Orlík este o comună slovacă, aflată în districtul Svidník din regiunea Prešov. Localitatea se află la altitudinea de 257 m deasupra n.m., se întinde pe o suprafață de 9,32 km2 și în 2017 număra 315 locuitori.

## Istoric
Localitatea Nižný Orlík este atestată documentar din 1357.

## Demografie
| An:                | 1994 | 2004   | 2014    | 2024   |
| ------------------ | ---- | ------ | ------- | ------ |
| Număr de persoane: | 262  | 257    | 309     | 334    |
| Diferență:         |      | −1,90% | +20,23% | +8,09% |

| An:                | 2023 | 2024   |
| ------------------ | ---- | ------ |
| Număr de persoane: | 318  | 334    |
| Diferență:         |      | +5,03% |